# Evaldo Carvalho dos Santos

Bischofswappen von Evaldo Carvalho dos Santos

Evaldo Carvalho dos Santos CM (* 9. März 1969 in Fortaleza, Brasilien) ist ein brasilianischer Ordensgeistlicher und römisch-katholischer Bischof von Viana.

## Leben
Evaldo Carvalho dos Santos trat dem Lazaristenorden bei, studierte von 1991 bis 1994 Philosophie und legte am 27. September 1995 die Profess ab. Anschließend absolvierte er am regionalen Pastoralinstitut in Belém do Pará sein Theologiestudium. Am 10. Januar 1998 empfing er das Sakrament der Priesterweihe.
Nach der Priesterweihe war er in der Pfarrseelsorge und als Missionar in der Territorialprälatur Itaituba tätig. Von 2000 bis 2002 war er am philosophischen Seminar seines Ordens in Fortaleza tätig und anschließend bis 2009 Rektor des theologischen Seminars seines Ordens in Belém do Pará. Gleichzeitig absolvierte er von 2005 bis 2008 an der Universidade da Amazônia ein Studium im Bereich Soziale Dienste. Von 2007 bis 2010 war er in der Ordensprovinz Fortaleza Vizeprovinzial und anschließend bis 2016 Provinzial seiner Ordensprovinz. Von 2010 bis 2013 absolvierte er ein weiteres Aufbaustudium in den Bereichen Soziale Dienste, Sozialrecht und öffentliche Ordnung an der Universidade Estadual do Ceará. Vor seiner Ernennung zum Bischof war er zuletzt ab 2016 Pfarrer in Quixeramobim im Bistum Quixadá.
Am 20. Februar 2019 ernannte ihn Papst Franziskus zum Bischof von Viana. Der Erzbischof von Fortaleza, José Antônio Aparecido Tosi Marques, spendete ihm am 27. April desselben Jahres in der Kathedrale von Fortaleza die Bischofsweihe. Mitkonsekratoren waren der Prälat von Tefé, Fernando Barbosa dos Santos CM, und der Bischof von Quixadá, Ângelo Pignoli. Die Amtseinführung im Bistum Viana fand am 18. Mai 2019 statt.